# Архієпископія православних російських церков у Західній Європі
Архієпископія православних церков руської традиції у Західній Європі (фр. Archevêché des églises russes en Europe occidentale) — єпархія з особливим статусом у складі Московського патріархату (РПЦ), яка об'єднує православні руської богослужбової традиції в ряді країн Європи, головним чином у Франції. Центр знаходиться в Парижі.
Дане об'єднання утворене на початку 1920-х років навколо митрополита Євлогія (Георгіївського), який в 1931 році, не знаходячи далі можливим перебувати в юрисдикції Московського Патріархату з центром в СРСР, а також не бажаючи визнавати над собою владу закордонного Синоду в Сремських Карловцях (Югославія), разом з підтримали його кліриками і мирянами був прийнятий в Константинопольський Патріархат. Об'єднання під керівництвом митрополита Євлогія отримало статус тимчасового екзархату Константинопольського Патріархату. У 1965 р. Константинопольський Патріархат відмовився від своєї юрисдикції над ним і благословив повернутися йому в підпорядкування патріарха Московського, що не було виконано. Після цього до 1971 року дане об'єднання існувало як «Православна архієпископія Франції і Західної Європи і російських західноєвропейських церков розсіяння». У 1971 році об'єднання знову було прийнято в Константинопольський Патріархат, а з 1999 року до 2018 року мало статус Екзархату парафій російської традиції в Західній Європі. У нинішньому вигляді існує з 7 жовтня 2019 року, коли була прийнята в Московський Патріархат.
За час свого існування ця єпархія перетерпіла певну еволюцію, якщо на початку вона об'єднував російськомовних емігрантів першої хвилі з Російської імперії на богослужінні виключно церковнослов'янською мовою, то починаючи з післявоєнних років і особливо в останні роки свого існування в його склад приходили православні християни різного етнокультурного походження, а богослужіння відбувалися не тільки церковнослов'янською, але і місцевими мовами.
З огляду на те, що дане об'єднання неодноразово змінювало назву, статус і навіть титул правлячого архієрея (в 1920—1959 і з 2019 — митрополит, в 1960—2019 — архієпископ), його, щоб підкреслити спадкоємність, неофіційно називають «церковним уділом митрополита Євлогія».

## Історія

### Російські парафії в Західній Європі в підпорядкуванні митрополита Євлогія
Архиєпископія православних російських церков у Західній Європі веде свою історію від парафій сформованих біженцями з Росії в Західній Європі після державного перевороту 1917 року. 2/15 жовтня 1920 р. Тимчасове вище церковне управління на Півдні й Сході Росії під головуванням архієпископа Новочеркаського і Донського Митрофана Симашкевича призначило «керуючим російськими парафіями в Західній Європі» на правах єпархіального архієрея в еміграції архієпископа Житомирського і Волинського Євлогія Георгієвського. Призначення було підтверджено указами патріарха Тихона № 423 і 424 від 26 березня/8 квітня 1921 р. («зважаючи на постанови Вищого Російського Церковного Управління за кордоном») — «тимчасово, надалі до відновлення правильних і безперешкодних зносин зазначених церков з Петроградом» (оскільки закордонні парафії історично знаходилися в підпорядкуванні Петербурзької єпархії), що було здійснено за згодою митрополита Петроградського і Гдовского Веніаміна (Казанського).
При формуванні Російської Зарубіжної Церкви, парафії що підпорядковувалися архієпископові Євлогію, увійшли до її складу. Їх представники брали участь у Першому всезакордонному соборі в Сремських Карловцях.
Указ патріаршої канцелярії за № 348 від 5 травня 1922 р., написаний під сильним тиском безбожної влади, скасовував Вище церковне управління за кордоном і передавав владу над усіма російськими біженцями митрополита Євлогія, який не пішов на конфлікт з іншими зарубіжними російськими архіпастирями. За його почином і соборним рішенням зарубіжних архієреїв, згідно з указом патріарха Тихона здійснився розпуск Тимчасового вищого церковного управління, а потім організувався Архієрейський синод Російської православної церкви закордоном в юрисдикції якого в 1923 р. виділився Західноєвропейський митрополичий округ на чолі з митрополитом Євлогієм.
Але вже у 1926 р. митрополит Євлогій протистояв Архієрейському Синоду і, в 1927 р. увійшов у підпорядкування Московському Патріархату, очолюваним Заступником Патріаршого Місцеблюстителя митрополитом Сергієм Страгородським. При цьому від нього відокремилися парафії, які вирішили зберегти вірність Російській Зарубіжній Церкві.

### Тимчасовий Екзархат Константинопольського Патріархату в Західній Європі

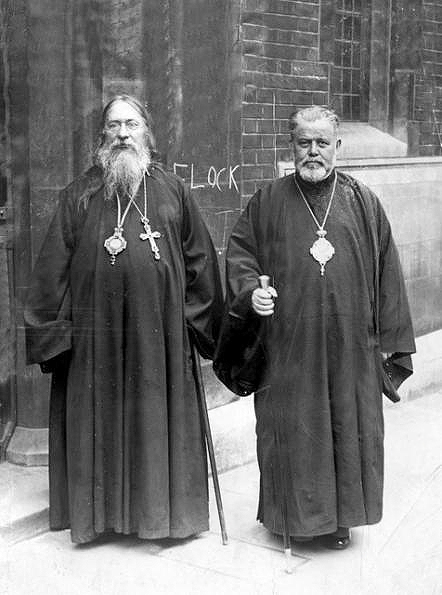
Митрополит Євлогій (Георгієвський) та митрополит Герман (Стринопулос). Лондон, 1932 р.

10 червня 1930 р. постановою заступника Патріаршого місцеблюстителя митрополита Сергія Страгородського і Тимчасового священного синоду при ньому митрополит Євлогій був відсторонений від посади за участь у молінні про страдаючу Російську церкву в м. Лондоні на запрошення архиєпископа Кентерберійського. Тимчасове управління російськими парафіями в Західній Європі було доручено архієпископу Володимиру Тихоницькому, котрий прийняти посаду відмовився. Митрополит Євлогій отримав також підтримку від єпархіальних зборів. Митрополит Сергій підтвердив свій указ і передав правління митрополиту Литовському й Віленському Елевферію Богоявленському. Однак більша частина парафій зберегла лояльність митрополиту Євлогію, котрий після наради з вікарними єпископами вирішив звернутися з апеляцією до патріарха Константинопільського. 17 лютого 1931 р. патріархом Константинопільським Фотієм II російські парафії були перетворені на «Тимчасовий екзархат святого апостольського й патріаршого трону Константинополя в Західній Європі» — тимчасовий екзархат в юрисдикції патріарха Константинопольского; митрополиту Євлогію був наданий титул Патріаршого екзарха. Як згадував митрополит Антоній Блум: «Патріаршій Церкві тоді залишилися вірні людей 40-50 в Парижі та людей 10-15 в Ницці, маленький прихід в Берлині, малюсенький прихід в Бельгії — це все, що було. Вся решта пішли під Константинополь». 30 квітня 1931 р. митрополит Євлогій та його прибічники були під забороною священнослужити від московського Тимчасового патріаршого синоду митрополита Сергія Страгородського («з огляду на продовження непослуху митрополита Євлогія піддати його повній забороні священнодіяти»). Перехід відбувся без відпускних грамот й в деяких листах митрополита Сергія Страгородського патріарху Фотію був визнаний канонічно безпідставним та не законним. До того ж патріарх Фотій в листі митрополитові Сергію і митрополит Євлогий в зверненнях до пастви й пастирів, наголошував на тимчасовий характер утворених умов.

### Повернення митрополита Євлогія в Московський Патріархат
Наприкінці 1944 р. митрополит Євлогій виразив бажання повернутись під юрисдикцію Московської патріархії. 29 августа 1945 года митрополитом Николаем (Ярушевичем), специально для сего прибывшим в Париж, был совершён акт воссоединения с Московским патриархатом митрополита Евлогия и его викариев Владимира (Тихоницкого) и Иоанна (Леончукова), текст которого гласил, что «на сие имеется словесное согласие Его Святейшества патриарха Вселенского Вениамина». 7 сентября 1945 года состоялось постановление Священного синода РПЦ о воссоединении приходов, управляемых митрополитом Евлогием, с Московским патриархатом; но отпускная грамота от патриарха Константинопольского получена не была. Кроме того, из информационного письма заместителя наркома иностранных дел СССР Владимира Деканозова председателю Совета по делам РПЦ Георгию Карпову от 25 декабря 1945 года видно, что устремления экзарха не разделяли «массы» верующих экзархата: «<…> В эмигрантской церкви массы верующих самостоятельны. Успехи митрополита Николая Крутицкого вовсе не закреплены и могут быть легко разрушены. Тов. Богомолов считает, что следует поспешить с присылкой в Париж постоянных представителей Московской патриархии и закрепить первоначальные успехи Николая, иначе англо-американцы захватят заграничные православные организации в свои руки и обратят их в орудие борьбы против нас».
По смерті митрополита Євлогія більшість кліриків і мирян екзархату на чолі з архієпископом Володимиром (Тихоницким), який прийняв управління екзархатом на підставі заповідального розпорядження митрополита Євлогія від 1943 року, виявляло бажання залишитися в Константинопольської юрисдикції. Указом патріарха Московського Алексія I від 9 серпня 1946 року, однак, екзархом був призначений перейшов з Російської православної церкви закордоном (РПЦЗ) в Московську патріархію митрополит Серафим (Лук'янов) (рішення Священного синоду РПЦ від того ж числа, крім того, оголошував про «фактичне і формальному» припинення юрисдикції Константинопольського патріархату над російськими західноєвропейськими парафіями). При врученні в Парижі 14 серпня 1946 року прибули на похорон митрополита Євлогія митрополитом Ленінградським Григорієм (Чуковым) копії патріаршого указу архієпископу Володимиру останній заявив, що може взяти указ лише до відома, але не до виконання, посилаючись на те, що не було отримано відпускної грамоти від патріарха Константинопольського. Телеграмою від 21 серпня 1946 року патріарх Алексій I пропонував архієпископу Володимиру вступити під керівництво призначеного їм екзарха, на що Володимир відповів відмовою, посилаючись на відсутність відпускної грамоти і необхідність вислухати думку всього екзархату.
10 вересня 1946 року в Париж прибув екзарх патріарха Константинопольського митрополит Герман (Стринопулос). Він передав архієпископу Володимиру повідомлення, що патріарх Максим V очікує від парафій екзархату соборного рішення для підтвердження бажання перебувати в його юрисдикції. 16-20 жовтня відбувся з'їзд кліру і мирян, що прийняла більшістю голосів резолюцію клопотати перед патріархом Константинопольським про збереження екзархату в його юрисдикції та затвердження архієпископа Володимира екзархом. 6 березня 1947 року патріарх Максим V затвердив перебування екзархату в юрисдикції Константинопольського патріархату. У той же час парафії залишилися вірними Московського Патріархату продовжили своє існування як Західноєвропейський Екзархат Московського Патріархату.

### Архиєпископія в 1960—1999 роках
18 грудня 1959 року помер митрополит Володимир (Тихоницкий). 12 червня 1960 року надзвичайних єпархіальним з'їздом єпископ Сіракузький Георгій (Тарасов) був обраний його наступником. 12 жовтня 1960 року патріарх Константинопольський Афінагор затвердив єпископа Георгія правлячим єпископом у званні екзарха з возведенням у сан архієпископа, а не митрополита.
22 листопада 1965 року патріарх Константинопольський Афінагор скасував екзархат через те, що Російська церква, «позбувшись від поділів і організувавшись внутрішньо, придбала і зовнішню свободу» і потреба в часовій організації відпала. Пропозиція патріарха Афінагора про повернення в Московський патріархат не було виконано: рада колишнього екзархату 30 грудня 1965 року проголосив колишній екзархат «незалежної і самостійної Архієпіскопією Православної Церкви Франції та Західної Європи», яка в лютому 1966 року була перейменована в «Православну архієпископію Франції та Західної Європи і російських західноєвропейських церков розсіювання». Була проголошена мета створення в майбутньому автокефальної Французької православної церкви.
22 січня 1971 року Константинопольський патріархат відновив свою юрисдикцію над парафіями колишнього російського Західноєвропейського екзархату, який перетворювався в «Архієпископію російських православних парафій в Західній Європі», будучи тепер підпорядкований Галльську митрополії, щоб, як говорилося в Синодальній грамоті, росіяни приходи в Західній Європі «не були зовсім позбавлені вищого церковного нагляду і зв'язку з адміністративною системою Церкви». Правомочність цього дії не була визнана священноначалієм Російської православної церкви.

### Статус екзархату. 1999—2018 роки
19 червня 1999 року томосом патріарха Константинопольського Варфоломія I підтверджувалося перебування архієпископії під омофором патріарха Константинопольського і відновлювався її статус екзархату.
За неофіційними даними на початку 2000-х років, при архієпископі Сергії (Коновалова), головою відділу зовнішніх церковних зв'язків Московського патріархату митрополитом Кирилом (Гундяєвим) готувався перехід екзархату в юрисдикцію Московського патріархату і створення Західноєвропейської митрополії МП. Такі плани Москви не знайшли підтримки в самій єпархії. Після смерті 22 січня 2003 року архієпископа Сергія (Коновалова), напередодні виборів архієпископа, призначених на 1 травня, Московський патріархат запропонував створення у Франції та Західній Європі «самоврядного Митрополичого округу» — як бази для майбутнього установи багатонаціональної Помісної православної церкви в Західній Європі, про що прямо говорило послання патріарха Олексія II від 1 квітня 2003 р.. Рада архієпископії в засіданні від 9 грудня 2004 р. під головуванням новообраного архієпископа Гавриїла (де Вильдера) відкинув пропозицію Московської патріархії як неприйнятне. Нечисленна (24 члена-засновника) група православних Франції різних юрисдикцій виступила за об'єднання з Московським патріархатом, створившим 31 березня 2004 р. організацію «За помісне православ'я російської традиції в Західній Європі».
В 2004 р. рішенням Священного синоду Константинопільського патріархату був канонізований ряд церковних діячів, котрі належали до єпархії митрополита Євлогія: протоієрей Олексій Южинський, монахиня Марія Скобцова, ієрей Димитрій Клепінін, миряни Ілля Фундамінський й Георгій Скобцов.
Відносини з Московським патріархатом в черговий раз загострилися в 2006 році після прийняття до складу екзархату без відпускних грамот єпископа Василія (Осборна) і ряду інших кліриків Сурозької єпархії Російської православної церкви: єпископ Василій був призначений головою Амфіпольского вікаріатства екзархату. У 2007 р. конфлікт був врегульований в результаті переговорів між Константинопольським і Московським патріархатами: був оформлений канонічний відпустку єпископа Василія і кліриків, які пішли з Сурозької єпархії в Константинопольську церкву.
18 травня 2007 р. у зв'язку з підписанням Акту про канонічне спілкування РПЦ МП і РПЦЗ архієпископ Команський Гавриїл поширив послання. Внаслідок підписання акта архиєпископія стала найбільшою православною структурою російської традиції поза юрисдикції РПЦ МП (якщо не вважати Православну церкву в Америці, правонаступниці колишньої Північно-Американської митрополії).
У червні 2009 року архиєпископія прийняла в свою юрисдикцію двох кліриків Миколаївської парафії Московського патріархату в Римі без відпускної грамоти. Спостерігалися також випадки прийняття Московською патріархією кліриків екзархату без дозволу на те правлячого архієпископа: протоієрей Михайло Осоргин був прийнятий у 2000 році разом з очолюваним ним Миколаївським приходом в Римі без відпускної грамоти; в кінці грудня 2004 року без відпускної грамоти був прийнятий в Корсунської єпархії МП Георгій Монжош, колишній настоятель храму в Біарріце, згодом изверженный сану рішенням Синоду Константинопольського патріархату.
У 2010 р. французький суд визнав право власності Російської Федерації на Миколаївський собор у Ніцці, колишній у веденні парафіяльної асоціації, що знаходиться в юрисдикції екзархату; 15 грудня 2011 року будівля собору було передано представнику Корсунської єпархії Московського патріархату.
15 січня 2013 року пішов на покій архієпископ Команський Гавриїл (де Вільдер), колишній екзархом з 3 травня 2003 року, за походженням фламандець. Намісником був призначений митрополит Гальський Еммануїл (Адамакіс).
Для виборів, призначених на 30 березня 2013 року, були визначені три кандидата — архімандрити Симеон Коссек, Григорій Папафомас і Іов Геча, однак патріарх Варфоломій у листі від 4 березня 2013 року повідомив, що не затвердив список, пославшись на відсутність потрібного спокою для проведення виборів і запропонував «тимчасово продовжити виконання повноважень екзарха митрополитом Еммануїлом, а загальним зборам архієпископії — розглянути можливість висування кандидата для призначення вікарним єпископом при митрополиті Эммануиле для обслуговування потреб віруючих парафій архієпископії на їх рідній мові і відповідно їх традиції Збори кліриків і мирян Архієпископії, що відбулося 30 березня 2013 року за участь 188 делегатів, постановив продовжити повноваження Еммануїла до 1 листопада 2013 року (надзвичайного загальних зборів Архієпископії) і запропонував змінити статут,, що і було затверджено посланням патріарха Варфоломія від 22 травня 2013 року.
1 листопада 2013 р. надзвичайними загальними зборами архімандрит Іов (Геча) (в число кандидатів, запропонованих зборам патріархом Константинопольським, входили також архімандрит Віссаріон Комзіас та ієромонах Михайло Аніщенко) був обраний новим главою архієпископії.
У 2014 році до складу архієпископії перейшов прихід Архангело-Михайлівської церкви в Каннах.
28 березня 2016 року в Парижі пройшли вибори нового голови архієпископії. В якості кандидатів було запропоновано дві кандидатури: єпископ Іоанн (Реннето) та ієромонах Порфирій (Плант), набрали відповідно 150 і 23 голоси вибірників.

### Скасування
27 листопада 2018 року синод Константинопольської православної церкви ухвалив рішення про скасування архієпископії російська церков у Західній Європі та інтеграції її парафій „в різні святі митрополії Патріархату“. Дане рішення, згідно з комюніке Вселенського патріархату, було направлено на подальше зміцнення зв'язку парафій російської традиції з материнською церквою Константинопольського патріархату».
28 листопада 2018 року Єпархіальне управління архієпископії повідомило, що «Священний Синод Патріархату 27 листопада 2018 року ухвалив рішення скасувати статус Екзархату нашої Архієпископії»; уточнювалося, що рішення Священного синоду ще офіційно не отримано архієпіскопією і було прийнято без попередніх консультацій з архієпископом Іоанном. Згідно з повідомленням грецького інформаційного агентства «Ромфея», архієпископ Іоанн має намір повністю ігнорувати рішення Константинопольського патріархату скасувати Російську православну архієпископію (екзархат) у Західній Європі. Тим не менше Свято-Сергієвський інститут вже 28 листопада заявив про визнання даного рішення і перехід в Сену митрополію. 2 грудня Рада архієпископії випустив комюніке, в якому постанова Синоду названо несподіваним. Російські парафії заявили про свою рішучість зберігати вірність і підпорядкування архієпископу Іоанну. У документі йдеться про намір підтримувати свою російську ідентичність.
7 вересня 2019 року клірики і миряни Архієпископії православних російських церков у Західній Європі голосували за приєднання її до Російської Православної Церкви, за підсумками голосування, до РПЦ вона увійти не може.
7 жовтня 2019 року РПЦ оголосила про прийняття до свого складу громад архиєпископії православних руських церков у Західній Європі з центром у Парижі, яку в листопаді 2018 року розпустив Вселенський Патріархат.
3 листопада 2019 за Літургією в Храмі Христа Спасителя в Москві Патріарх Кирил (Гундяєв) вручив архієпископу Іоанну (Реннето) Патріаршу і синодальну грамоту про "відновлення єдності" Архиєпископії західноєвропейських парафій руської традиції з Російською Православною Церквою.

## Устрій і сучасний стан
Екзархат мав 65 парафій, 32 громади, 11 діючих церков, 2 монастирі, 7 скитів — у Франції (40 парафій), Бельгії, Нідерландах, Великій Британії, Німеччині, Норвегії, Швеції, Данії, Італії та Іспанії; клір налічує понад 100 священиків і 30 дияконів. У Франції Архиєпископія є чисельно головною православною єпархією.
Широкою популярністю користується навчальний заклад Екзархату — заснований в 1925 році Свято-Сергієвський православний богословський інститут у Парижі, де викладали Георгій Флоровський, Олександр Шмеман, Іван Меєндорф, Сергій Булгаков.
Незважаючи на багатонаціональність єпархії, в питаннях літургійної практики та адміністративної та канонічної організації зберігається вірність російської релігійної традиції (основоположним принципам на Московському Соборі 1917—1918). Паства екзархату складається з повністю асимільованих у французькому товаристві та інших товариствах російських мігрантів другого, третього і четвертого поколінь, знову прибулих з країн СНД мігрантів, вихідців із західних країн, які прийняли православ'я. Парафії єпархії поділяються на російські парафії, де паству становлять російські емігранти, багатонаціональні парафії, і суто західні парафії, де служби ведуться на мовах країн, в яких вони знаходяться. Переважна кількість священнослужителів і віруючих тепер — громадяни цих країн, а половина священнослужителів родом із Західної Європи.

## Єпископат Архієпископії

### Керуючі
- митрополит Євлогій (Георгіївський) (8 квітня 1921 — 8 серпня 1946)
- митрополит Володимир (Тихоницкий) (6 березня 1947 — 18 грудня 1959) де-факто з серпня 1946 року
- архієпископ Сіракузький Георгій (Тарасов) (12 червня 1960 — 14 квітня 1981)
- архієпископ Євдокіадський Георгій (Вагнер) (6 травня 1981 — 6 квітня 1993)
- архієпископ Євкарпійський Сергій (Коновалов) (27 червня 1993 — 22 січня 2003)
- архієпископ Команський Гавриїл (де Вільдер) (3 травня 2003 — 16 січня 2013)
- митрополит Гальський Еммануїл (Адамакіс) (16 січня 2013 — 30 листопада 2013) місцеблюститель
- архієпископ Тельміський Іов (Геча) (30 листопада 2013 — 29 листопада 2015)
- архієпископ Харіопольский Іоанн (Ренето) (з 29 березня 2016) з 29 листопада 2015 року — місцеблюститель

### Вікарії
- архієпископ Ницький Володимир (Тихоницький) (січень 1925 — 6 березня 1947)
- єпископ Херсонесский Іоан (Леончуков) (27 лютого 1935 — 27 грудня 1947
- єпископ Сергиевский Никон (де Греве) (24 лютого 1946 — вересень 1947)
- єпископ Катанский Касіан (Безобразов) (28 липня 1947 — 4 лютого 1965)
- єпископ Мессинский Іоан (Куракин) (9 жовтня — 27 жовтня 1950)
- єпископ Мессинский Сільвестр (Харунс) (27 квітня 1952 — 10 жовтня 1962)
- єпископ Кампанский Мефодій (Кульман) (17 червня 1953 — 13 квітня 1974)
- єпископ Зилонський Олександр (Семьонов-Тян-Шанський) (5 вересня 1971 — 16 травня 1979)
- єпископ Керамонський Роман (Золотов) (10 жовтня 1971 — 1 вересня 1995)
- єпископ Евдокийський Георгій (Вагнер) (3 жовтня 1971 — 6 травня 1981)
- єпископ Патарський Стефан (Тимченко) (7 травня 1972 — 29 січня 1979)
- єпископ Трахейський Павел (Алдерсон) (2 червня 1991 — травень 2001)
- єпископ Клаудиопольський Михаїл (Стороженко) (19 червня 1999 — 27 листопада 2018)
- єпископ Команський Гавриїл (де Вильдер) (24 червня 2001 — 3 травня 2003)
- єпископ Амфипольский Василій (Осборн) (8 червня 2006 — 5 жовтня 2009)
- єпископ Хариопольский Іоан (Реннето) (15 березня 2015 — 28 березня 2016)
- єпископ Домодєдовський Симеон (Коссек) (з 27 червня 2020 року)
- єпископ Реутовський Єлисей (Жермен) (з 28 червня 2020 року)

## Монастирі
Чоловічі
- Монастир Святого Силуана Афонського. Настоятель: архімандрит Симеон (Косек).
- Скит на честь Казанської ікони Божої Матері. Настоятель: ієромонах Амвросій (Никовиотис).
- Скит Сент-Фуа. Настоятель: ієромонах Герасим (Гаскей).

Жіночі
- Покровський монастир. Настоятелька: ігуменя Емельянія (Шеуел).